# Необыкновенная схватка
«Необыкновенная схватка» (яп. ワンダービートＳ Ванда: би:то S) — оригинальный аниме-сериал, созданный на студии Mushi Productions и впервые показанный на японском канале TBS с 16 апреля по 19 ноября 1986 года. Авторы сценария — Нобору Сирояма, Кадзуми Коидэ. Режиссёр — Цумэо Томинака. Художник-мультипликатор — Хитоси Нагая. Научный консультант — Тацуо Тогава. Продюсеры — Сатоси Ито, Акира Тадакума.
В аниме-сериале речь идет о сражении с инопланетянами внутри человеческого организма. Каждая серия заканчивается небольшой лекцией на медицинскую тематику, которую ведёт вживую Осаму Тэдзука, являвшийся исполнительным продюсером аниме.
В России данный аниме-сериал показывался с 6 февраля по март 1995 года на телеканале Останкино-1 (озвучен студией кинопрограмм телерадиокомпании Останкино, позже Творческим объединением Дубляж, студии Искусства).
Не рекомендуется лицам до 14 лет.

## Сюжет
2121 год. Зал заседания совета защиты Земли. Прошло 3 месяца с тех пор, как Greensleeves исчез в космосе. Юношу-футболиста Сусуму Сугиту, тяжело переживающего пропажу отца в космосе, пригласили в состав экстренной медицинской команды «Белый пегас», которая на специальном корабле «Вандербит», уменьшаясь до микроскопических размеров, проникает в тела людей для лечения болезней. В ходе первого внедрения Сусуму команда «Белый Пегас» столкнулась с инопланетянами, находящимися в глазу Кэнъити (капитана футбольной команды, в которой играл Сусуму). С этого момента началось противостояние винсов (или «ВысокоИнтеллектуальных Неземных Существ», — так команда «Белый Пегас» назвала пришельцев) и землян.
Сусуму считал, что винсы связаны с пропажей его отца, и старался раскрыть эту тайну. Через некоторое время экипажу «Вандербита» удалось связаться с винсами и узнать, что они с планеты Визули, а также о гибели отца Сусуму. Мальчик отказался верить визулянам и, чтобы узнать правду, проник на корабль пришельцев и попал на их базу. Там Сусуму взяли в плен, но ему удалось выяснить, что цель визулян — это поиск главного источника жизни. Находясь в смертельной опасности и приняв помощь принцессы Визулы, он сбежал. В это самое время император заменил руководство визулян на Земле: генерал Багу был наказан, а принцесса Визула стала подчинённой нового командующего — генерала Зуды. После этого схватки землян и визулян стали более ожесточёнными и продолжались до тех пор, пока принцесса Визула самовольно не решилась отправиться на Землю, где узнала правду об источнике жизни, — но Зуда вновь напал, требуя её возвращения. Вернувшись, Визула сообщила императору о встрече с землянами. Император прибыл на Землю и пригласил команду «Белый Пегас» на переговоры, в ходе которых выяснилось, что пропавший в космосе экипаж корабля, на котором был отец Сусуму, выжил на пустынной поверхности планеты Визули и спас от гибели приговорённого Багу: ведь источник жизни — это окружающая природа, которую смогли своим трудом воссоздать люди. Генерал Зуда не мог принять мир между двумя цивилизациями. В попытке совершить переворот он ранил императора и захватил принцессу Визулу в заложницы. Но Сусуму и его товарищам удаётся победить злодея. Тэцуя его смертельно ранил, а тот от безысходности отключил защитные системы корабля и растворился вместе с ним в теле доктора Мейера. После чего земляне были доставлены на сушу, а визуляне улетели на родную планету.

## Персонажи
Имена персонажей в японской, английской и русской версиях не всегда совпадают, т.к. адаптированы к благозвучию в каждом из языков. Так, фамилия директора в оригинале – Miya (Мия), а фамилия Катрин – Doyet (Дуае), в русской локализации – Мейер и Дювалье, соответственно.

### Команда «Белый пегас»
Сусуму Сугита — 13-летний подросток, спортсмен. Главный герой. Способный, сильный и смелый мальчик, часто действующий под влиянием эмоций, добрый, но иногда задиристый. Он верный друг, который благодаря своим качествам нередко добивается успеха. Его отец, космонавт профессор Исао Сугита, пропал в космосе, и Сусуму не знает, что с ним случилось.
Сэйю: Танака Маюми
Майкл Янсон (19 лет) — наставник, а позже — напарник Сусуму. Американец. Майкл — настоящий ас, начальник операций за бортом. По характеру: исполнительный, ответственный, доброжелательный и оптимистичный. В конце сериала временно переходит на другую работу.
Сэйю: Намба Кэйити
Ли Мэй Фан (25 лет) — командир «Белого Пегаса» и капитан «Вандербита», китаянка по национальности. Выполняя свои обязанности, командир Ли тверда в приказах. Влюблена в известного гончара, который однажды убедил её не бросать медицинский факультет.
Сэйю: Кояма Мами
Био — робот, внешне похож на игрушку. Участвует во всех внедрениях, способен испытывать человеческие эмоции, имеет непреклонный и несколько истеричный характер, хотя как боевая единица безотказен. Определяет уязвимые места монстров. Возможно, пережил влюбленность, хотя сам объявил это социальным экспериментом.
Сэйю: Эмори Хироко
Джо Кумба — штурман и бортмеханик на «Вандербите». Темнокожий.
Сэйю: Сиоя Кодзо
Тэцуя Арамаки — напарник и соперник Сусуму, при первой встрече посчитал его своим врагом из-за того, что отец Тэцуи пропал в космосе на корабле, командиром которого был отец Сусуму. Но позже Тэцуя осознал свою ошибку и понял Сусуму. Отношения между ними натянутые, между дружбой и враждой. Тэцуя мечтает стать пилотом высшего класса. Характер у него напористый, отчаянный, строптивый и безрассудный. Тем не менее человек действия и чрезвычайно эффективный боец. Появляется ближе к концу сериала.
Сэйю: Хорикава Рё

### Научный центр
Маюми — племянница доктора Мейера, его личная помощница, подруга Сусуму, очень милая, добрая и романтичная девочка, в то же время бывает строгой, если этого требует ситуация.
Сэйю: Сё Маюми
Катрин Дювалье — француженка, учёная, сотрудница научного центра в должности официального медика. Смелая и решительная девушка, способная рискнуть ради близкого человека. Занимается восточными единоборствами. Ближе к концу сериала изобрела детектор инопланетян. Во внедрениях лично участвовала лишь дважды.
Сэйю: Нахо Ёсида
Доктор Мия / Мейер — руководитель научного центра «Феникс Тауэр», профессор медицины, член Совета по защите Земли и разработчик системы микронизации. Спокойный и рассудительный человек. Является другом отца Сусуму и не верит в его предательство.
Сэйю: Нагай Итиро
Кодзи Манака — сотрудник научного центра, учёный-конструктор и официальный медик.
Сэйю: Сиоя Ёку

### Визуляне
Раса инопланетян с малой планеты Визуле (сперва идентифицирована людьми как аномальный астероид X-23). Внешне мало отличаются от землян, имеет бледную кожу, волосяной покров практически отсутствует (из волос есть только ресницы и брови), на головах присутствуют уникальные для индивида розовые полосы, которые являются родимыми пятнами, татуировками или иными украшениями. По ходу сериала упоминается, что некоторые органы визулиан не отличаются от человеческих (лёгкие), но некоторые атрофированы (желудок) либо отсутствуют.
Принцесса Визула — дочь императора. Умная, искренняя и смелая женщина. Она возглавляла экспедицию визулян на Землю, но за свои ошибки утратила высочайшее положение. Поначалу Визула полностью разделяла взгляды своего отца на землян и на исследования их организма, но, познакомившись с Сусуму, стала лучше понимать земных людей и перешла на их сторону.
Сэйю: Цуру Хироми
Зуда — услужливый и незаметный адъютант в звании капитана с далеко идущими планами и большими амбициями, благодаря которым он смог получить должность командующего и звание генерала. На новом посту Зуда проявил себя властным, строгим и жестоким манипулятором с жаждой безграничной власти и нотами садизма. Скрывает чувства к принцессе.
Сэйю: Сиодзава Канэто
Профессор Габо — главный исследователь организма человека в поиске ключа к разгадке тайны жизни. Ответственный работник, который беспрекословно выполняет любые приказы командира, независимо от их этической стороны.
Сэйю: Хирано Масато
Император — отец принцессы Визулы, правитель планеты Визуле. Властный император, который желает процветания своей расе любой ценой и любыми жертвами. Повинен в уничтожении жизни на двух планетах. На протяжении большей части сериала изображается как хрестоматийное абсолютное зло, но под конец раскрывается его человеческая сторона.
Сэйю: Гори Дайсукэ
Багу — первый генерал, командующий визулянами на Земле; советник принцессы Визулы. От остальных визулян отличается густыми бровями и более мускулистым телосложением. Обладает резким и вспыльчивым характером. За свои неудачи и поражения был наказан императором.
Сэйю: Симака Ю

## Критика
В аниме чувствуется влияние фильмов «Фантастическое путешествие» (даже главный злодей погибает так же и там же) или «Вторжение похитителей тел».
в 8-й серии во время внедрения у Генерала Багу из-за графического киноляпа, вызванного тем, что художники забыли покрасить часть его изображения, отсутствуют штаны.
В 10-й серии присутствует анатомическая ошибка. У совсем юной девушки показана схема ротовой полости, в которой находятся все 32 зуба. Но в её возрасте их должно быть 20 или 24, не более.